# Ring ni kakero
Ring ni kakero (リングにかけろ, Ringu ni kakero, trad. « Parie sur le ring ») est un manga de Masami Kurumada, prépublié dans le magazine Weekly Shōnen Jump entre 1977 et 1981. Les 25 volumes ont été publiés au Japon par les éditions Shueisha de 1977 à 1983.
Une deuxième série, Ring ni Kakero 2, est prépubliée entre 2000 et 2009 dans le magazine Super Jump puis en 26 volumes publiée par Shueisha.
Premier grand succès de l'auteur Masami Kurumada (Saint Seiya, B't X, Fūma no Kojirō), Ring ni kakero s'approprie les codes propres au genre nekketsu popularisé en son temps par Ashita no Joe (courage, détermination, sacrifice de soi).
Le manga qui arbore tous les thèmes qui allaient être développés plus tard dans Saint Seiya, est partiellement adapté en anime dans les années 2000, en deux séries de 12 épisodes et deux séries de 6 épisodes dessinées par le duo Shingo Araki et Michi Himeno et réalisées par Toshiaki Komura. Les 36 épisodes sont publiés au Japon sur DVD.

## Histoire
C'est l'histoire d'un jeune boxeur japonais qui va combattre différents adversaires et participer à des tournois toujours plus périlleux à travers le monde. Les personnages, les combats menés à leur extrême limite, les techniques de combat surnaturelles, les émotions, etc.

## Personnages
Ryuji TakaneLe personnage central. Fils d'un ancien professionnel de boxe disparu depuis, il a déménagé de son village natal à Tokyo avec sa sœur pour devenir le meilleur boxeur du monde. Son talent est limité par rapport aux meilleurs boxeurs de son âge, mais il compense par une volonté et une éthique de travail hors norme. Il détient également un crochet du gauche considéré comme légendaire : le boomerang hook. Il remporte le titre de champion junior du Japon et devient capitaine de l'équipe junior du Japon.
Kiku TakaneSœur aînée de Ryuji, elle est également son entraîneuse. Elle détient un sens tactique et de l'observation hors norme et est souvent à même de recadrer Ryuji quand il s'enflamme trop.
Jun KenzakiSurnommé « superstar », il est le meilleur boxeur junior du Japon, voire du monde. Il se blesse gravement au bras droit lors de la finale du tournoi de Tokyo face à Ryuji et ne peut pas poursuivre le titre de champion national malgré sa victoire. Après sa convalescence, il devient le 5e membre de l'équipe junior du Japon.
Katori IshimatsuBoxeur de petite taille originaire du Chiba auto-surnommé « Le champion de la baston ». Il se retrouve fréquemment au milieu de bagarres de rue qu'il gagne presque systématiquement. Il compense le handicap lié à sa taille par une grande force de frappe et une agilité inégalables. Il perd en demi finale du tournoi national face à Takeshi Kawai. Il a un faible pour la sœur de Ryuji et est ami avec ce dernier.
Kazuki ShinatoraOriginaire du Kansai, il est initialement destiné au Kendo, étant le fils du maître de l'école Shinatora. À la suite d'un entraînement qui a mal tourné, il ne peut plus se servir de son bras droit et se bat exclusivement du gauche. Il a choisi la boxe par défaut, ne souhaitant pas suivre les traces de son père mais n'est pas spécialement motivé. C'est en voyant Ryuji que son esprit combatif s'éveille. Il perd intentionnellement en demi finale du tournoi de Tokyo par respect pour Ryuji. Il l'affronte à nouveau en demi finale du tournoi national, cette fois sérieusement, mais perd le combat. Son coup fétiche est le Rolling Thunder, trois directs du gauche portés au visage, à la mâchoire et à l'estomac en un éclair.
Takeshi KawaiDescendant d'une famille riche, il a tout de l'enfant gâté : un visage avenant, un talent certain pour la boxe et une inébranlable confiance en lui. Il est également un pianiste accompli. Il est entraîné par sa sœur aînée. Sa confiance en lui s'ébranle en demi finale du tournoi national quand Ishimatsu parvient à le frapper au visage. Par la suite, il affronte Ryuji en finale. Après un moment de doute après avoir réalisé qu'il l'avait sous estimé, son esprit combatif s'éveille. Il perd malgré tout le combat mais change radicalement de comportement.

## Anime
Même s'il est méconnu en France (n'y ayant jamais été publié), ce manga de 25 volumes fut un énorme succès au Japon, lors de sa publication qui débuta en 1977, et c'est d'ailleurs la série fétiche de Kurumada, lui-même ayant un passé de boxeur. Mais à sa grande déception, et bien qu'un projet était à l'étude, cette œuvre n'avait pas été adaptée en dessin animé à l'époque. Toutefois, en 2004, Toei Animation prévoit enfin de transposer à l'écran les aventures du jeune boxeur. Au total, quatre saisons seront produites entre 2004 et 2011, mais seule la première sera diffusée en France.

### Saison 1
1. Une brillante jeunesse
2. Adieu, bras en or
3. On l'appelle Boomerang
4. L'ouverture de Champion Carnival
5. Gronde ! Boomerang Hook
6. Rolling Thunder
7. Demain
8. La volonté d'un homme
9. L'éclair et le boomerang
10. Le gong du destin
11. Cap vers la victoire
12. Formation de l'équipe junior japonaise en or